# Чучалов, Владимир Михайлович
Владимир Михайлович Чучалов (род. 1927) — советский передовик производства, звеньевой колхоза имени Карла Маркса Ужурского района Красноярского края. Герой Социалистического Труда (1948).

## Биография
Родился 11 января 1927 года в селе Шорохово, Кировской области в русской крестьянской семье.  
С 1936 года, в возрасте девяти лет начал работать в местном колхозе. С 1937 года семья В. М. Чучалова переехала в Красноярский край, и он начал свою трудовую деятельность рядовым колхозником  в колхозе имени Карла Маркса Ужурского района Красноярского края. Позже за отличие в работе В. М. Чучалов был повышен до звеньевого полеводческой бригады колхоза имени Карла Маркса Ужурского района Красноярского края. 
С 1941 по 1945 годы в период Великой Отечественной войны, из-за проблем со здоровьем, у него были проблемы со слухом, В. М. Чучалов призван на действительную военную службу в Красную армию не был, а ударно работал в колхозе, на трудовом фронте. 
В 1947 году полеводческим звеном под руководством В. М. Чучалова  был получен высокий урожай пшеницы, на площади — 21 гектар было собрано по — 30,9 центнеров с гектара урожая озимых.
7 января 1948 года Указом Президиума Верховного Совета СССР «за получение высоких урожаев пшеницы и ржи» Владимир Михайлович Чучалов был удостоен звания Героя Социалистического Труда с вручением Ордена Ленина и золотой медали «Серп и Молот».
С 1972 года В. М. Чучалов переехал с семьёй в Куйбышевскую область и начал работать скотником в совхозе имени Степана Разина Ставропольского района Куйбышевской области, как и на предыдущем месте работы В. М. Чучалов добивался отличных производственных показателей. С 1978 года В. М. Чучалов полностью поменял своё место и специфику работы, начал работать — транспортировщиком  на Волжском автомобильном заводе, который занимался производством автомобильной техники. 
После выхода на пенсию жил в городе Тольятти. 

## Награды
- Медаль «Серп и Молот» (07.01.1948)
- Орден Ленина (07.01.1948)

## Память
- В 2017 году портрет Владимира Михайловича Чучалова был размещён на Доске почёта  «Ими славится земля Ужурская»[2]